# タチジャコウソウ
タチジャコウソウ (立麝香草; 学名：Thymus vulgaris) は、シソ科イブキジャコウソウ属の多年生植物。広義のタイムとよばれるグループの代表種で、英語ではコモンタイム (Common thyme) 、日本では一般にタイムとよばれ、株全体に芳香があり、ハーブ、香辛料としてよく知られる。葉をオリーブオイルに入れたり、魚料理や肉料理と一緒に煮込んだりして利用される。
リンネの『植物の種』(1753年) で記載された植物の一つである。

## 名称
和名タチジャコウソウは、茎が立ち上がり、麝香のようなよい香りがするので、漢字で「立麝香草」と書く。和名の由来は、日本にも自生する近縁種のイブキジャコウソウが地を這うのに対して、本種は先端が立ち上がることから名付けられたものである。
日本ではタチジャコウソウのことを一般にタイムと呼ぶことが多く、キダチヒャクリコウ（木立百里香）、チームソウ（チーム草）、スペインジャコウソウなどの別名もある。ラテン語名ティムス（Thymus）が転訛して、「チムス草」の別名も生まれている。
英語圏では、タイム（Thyme）、コモンタイム（Common thyme）、ガーデンタイム（Garden thyme）、イングリッシュタイム（English Thyme）、フレンチタイム（French Thyme）とも呼ばれている。
タイム (Thyme) の語源は諸説あり、古代ギリシアの神殿で香として焚かれ、ギリシア語で煙を意味するスモス (Thumos) 、「香らせる」を意味するセイン (thyein)、スモン（勲香）となり、ラテン語の fumus （煙）に由来して、ラテン名のティムス (Thymus) から英名のタイムへと変化したという説や、ギリシア語の thuo（消毒）に由来するという説、ギリシア語で防腐を意味するチモン（Thymon）に由来し、殺菌・防腐作用が強いことにちなむという説、同じくギリシア語の Thymos （勇気）に由来する説などがある。
中国名ではその芳香から麝香草（じゃこうそう）と呼び、漢名は、香りが強く、百里先まで匂うということから百里香（ひゃくりこう）、木立百里香（きだちひゃくりこう）という。

## 分布・生育地
ヨーロッパ南部の地中海沿岸地域の原産といわれており、地中海西部沿岸地域の乾燥地帯に分布する。海岸部の標高600メートル (m) 付近から内陸寄りの標高1600 m付近の山腹で乾燥した砂地に、雑草化した野性のものが自生している。気候に対する適応性が優れているので、亜熱帯から温帯性の気候ならばどこでも生育する。
香料用などのために世界各地で栽培もされている。主な産地は、フランス、モロッコ、スペイン、ギリシア、トルコ、イタリア、イギリス、ポルトガルなどである。日本には明治時代初期に渡来したが、現代においてはあまり多く栽培されていない。

## 特徴

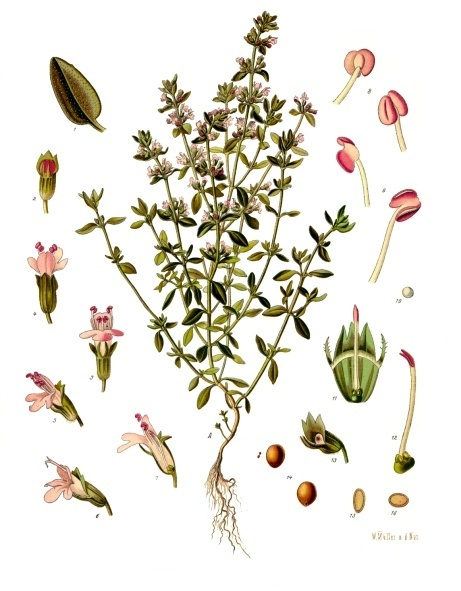
タチジャコウソウ（タイム）のイラスト

常緑性の多年草、もしくは常緑小低木 で、ハーブの一種として知られる。全体に強い独特の芳香があり、外観は草のようにも見える。
花茎がないときは高さ3 - 10センチメートル (cm) 、花茎があるときは高さ18 - 40 cmほどになり、茎は細く、基部は地面を這うようにまっすぐに伸びてよく分枝して広がり、先端が直立または斜上する。若い枝は緑色でやわらかいが、古くなると褐色になって木質化する。
葉は対生してつき叢生する。葉身は緑色で長さ9 - 12ミリメートル (mm) と小さく、肉厚で芳香があり、線形、長楕円形、やや細い披針形、長卵形、倒卵形などがある。全縁で葉の先は尖り、葉縁が下面側に反り返って巻き込むように半曲する。芳香を放つ細長い葉は濃緑色から灰緑色まであり、上の方は灰色がかった暗緑色、下の方は白っぽく、花が咲くときが最も香りが強い。葉柄はないか、または短い。
花期は晩春から初夏（5 - 6月）。花茎の頂に、唇形の淡紅色の小花を輪散花序に群がって咲かせる。花色は淡桃色が多く、中には紫や白色のものもある。花形はシソ科特有の2唇形で上唇は浅く2裂、下唇は3裂して中央の裂片が大きく、4本ある雄しべは花冠よりも突き出す。花の咲き方は特徴的で、雌花から開き、その翌日には必ず雄花も開く。この花の開き方は科学的に詳しく解明されていないが、植物学者の中には受粉を促すためのスイッチが入ると考える人もいる。繁殖は、種子繁殖も栄養繁殖もできる。

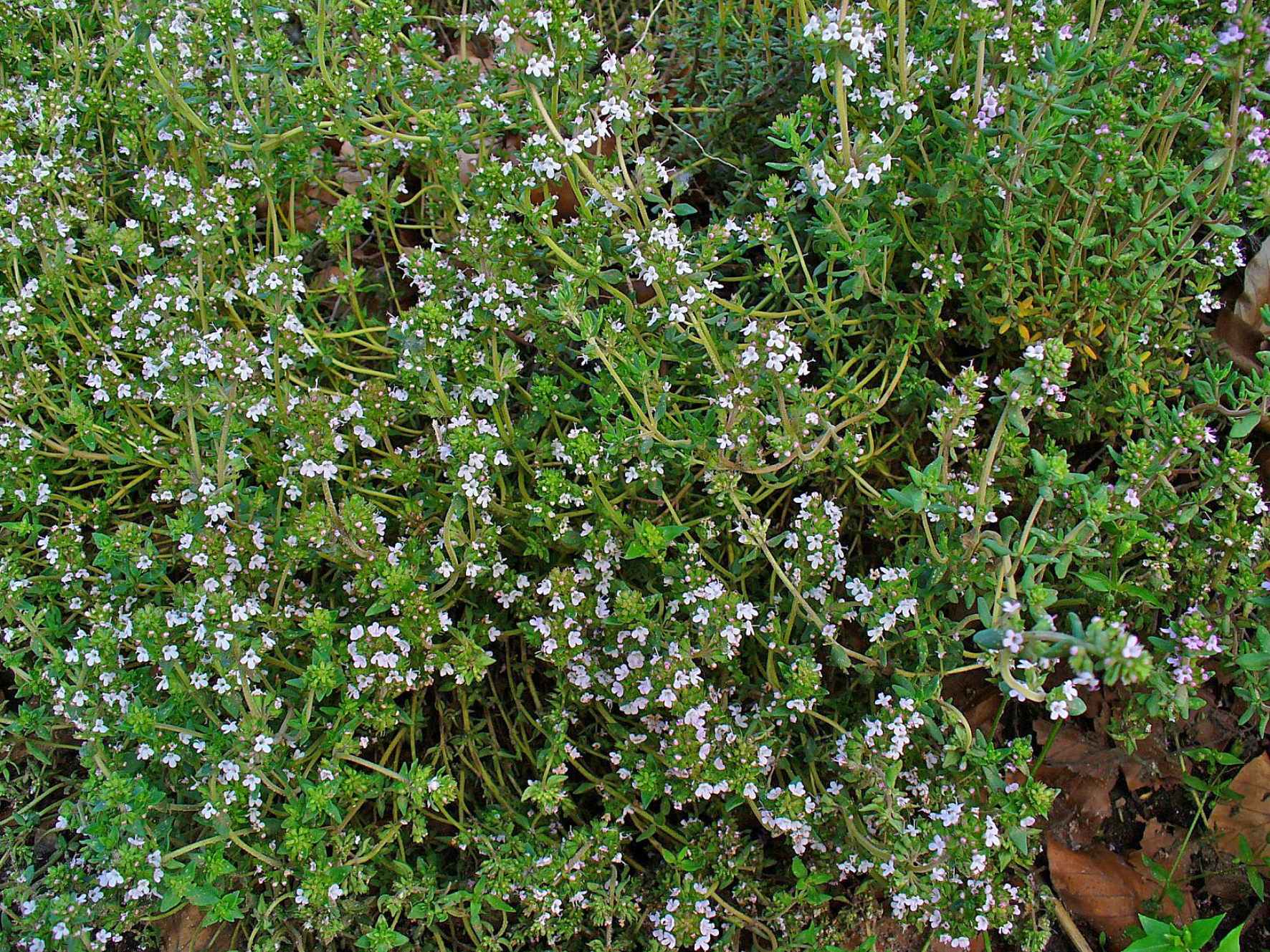
多数枝分かれして叢生する
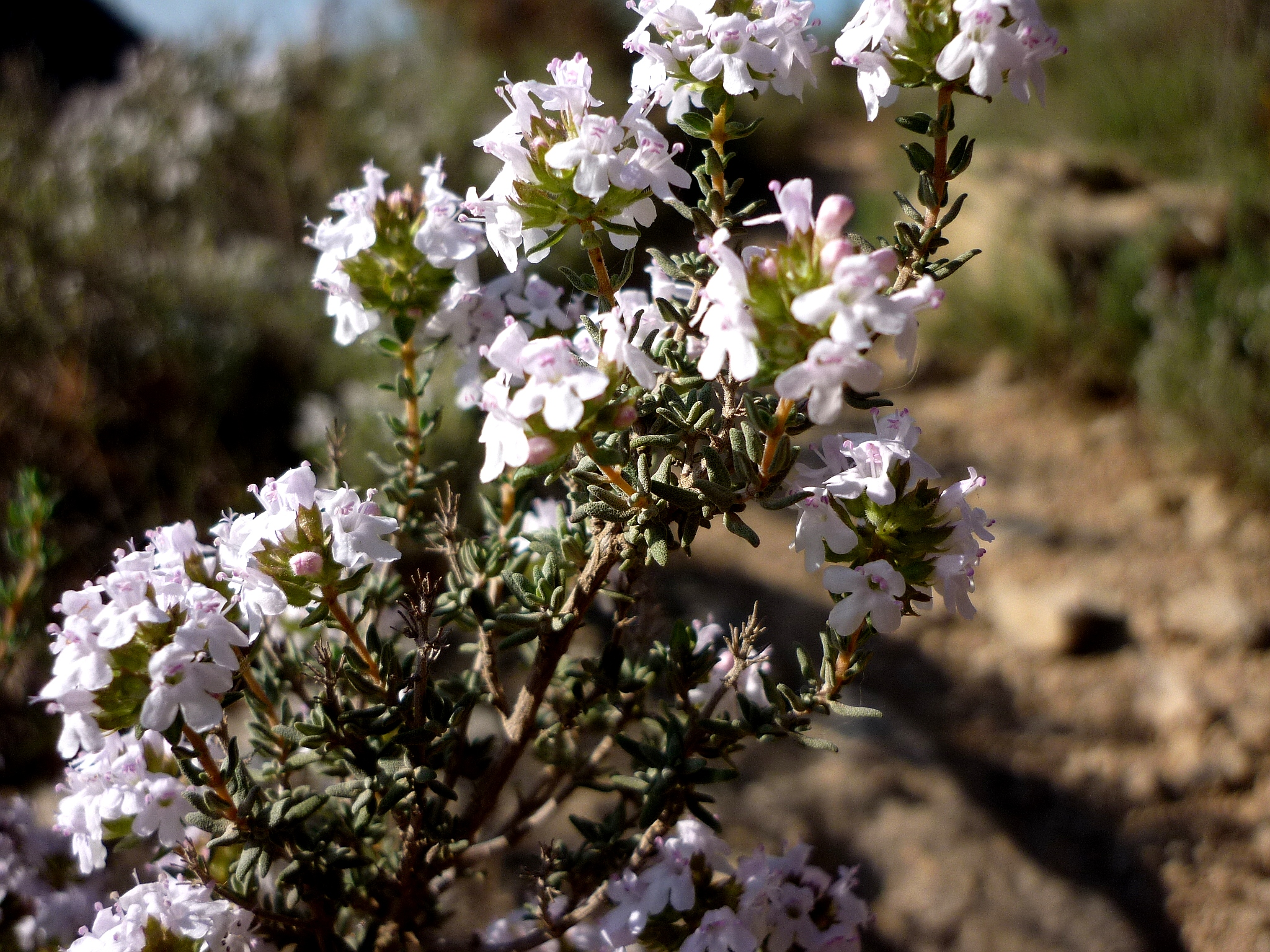
開花期の茎葉

## 歴史
古代からタイムが持つ芳香と薬効が利用されており、数千年前の紀元前の時代から、食べ物の保存や、腐敗を防ぐ目的などで使われてきた。古代ギリシアの神殿では香として焚かれた。古代エジプトの人々は、ファラオの遺体や被葬者の防腐処理をするために使用した。
古代ローマの時代では、古代ローマ人はチーズや酒の香りづけ、部屋の洗浄にも使用していた。また、古代ローマ人は愛と美の女神ビーナスにタイムを献上したという。古代ローマの詩人ホラティウスは、ローマ人は養蜂のためにタイムを栽培したと記している。タイムは原産地のアジアや地中海沿岸に生育していたとされるが、古代ローマ人によってヨーロッパ一帯に伝播した。
ローマの兵士たちは、タイムの香りを嗅ぎつけて集まってくるハチの行動を、活力、勇気、力強さと結びつけて考え、タイムを浸した水を浴びて戦いに備えたといわれ、中世の騎士道の時代まで水浴びの習慣は続いた。中世期になると、民間伝承としてタイムは勇気の象徴ともみなされ、タイムが人々に勇気を与えてくれるものだと信じられていた。中世ヨーロッパの貴婦人たちは、戦いに出る騎士にタイムの小枝を縫い付けたスカーフを、もしくは気に入った騎士にタイムの枝にとまる蜂を刺繍したスカーフを贈るという習わしがあった。
タイムが持つ効力は古くから認められており、冷蔵技術がまだ発達していない時代のヨーロッパでは、古くから肉や野菜の保存や料理の香味付けに欠かせないハーブとして重宝されてきた。古代ローマの詩人ウェルギリウスは、疲労回復にタイムを勧めた。咳や喘息、気管支炎などの呼吸器の不調のほか、口腔洗浄や局所湿布にも使われるようになったのは16世紀からである。中世ヨーロッパでは、枕の下にタイムを入れるとぐっすり眠れると考えられていた。17世紀のハーブ療法家ニコラス・カルペパーは、悪夢を防ぐ目的で処方したという。

## 栽培

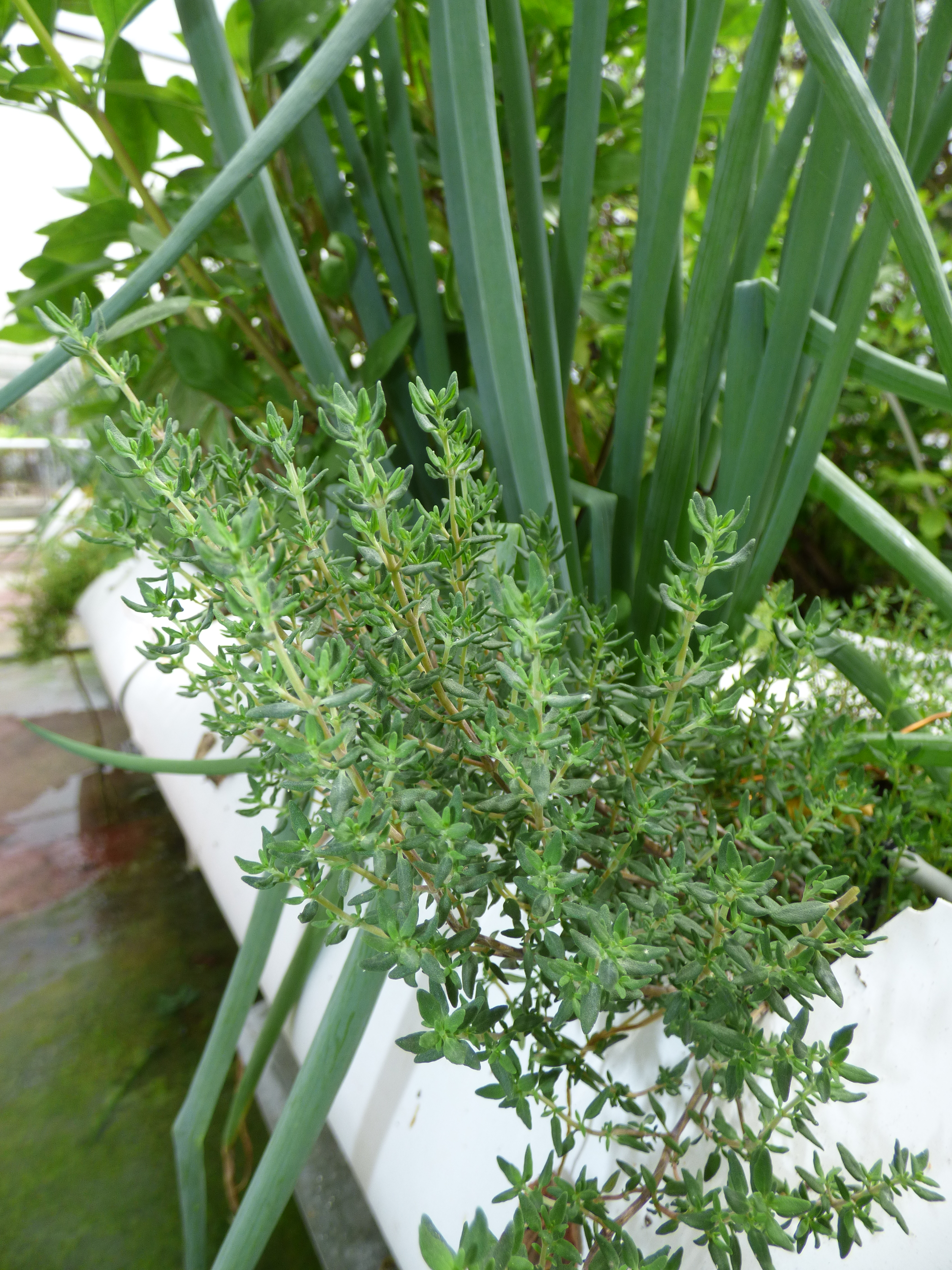
プランター栽培されているタイム（タチジャコウソウ）

日当たりと排水性、通気性の良い酸性ではない砂質の土壌を好む性質で、風通しが悪いと蒸れて枯れるときがある。挿し木、株分け、種まきで増やすことができ、播種期は「春まき」と「秋まき」があり、挿し木と株分けは晩春から初夏と初秋が適する。種子は床まきし、細かいため蒔いたあとの土は被せないで、上から手で抑えるようにする。育苗ポットに種まきして苗を育ててもよい。芽が出て草丈10センチメートル (cm) ぐらいに生長してきたら、育成した苗を数10 cmの間隔を空けて定植をする。定植後は、春と秋に追肥を行う。冬はそのまま冬越しさせる。
株がしっかりしたら茎葉を常時収穫することができるが、越冬前は収穫が控えられる。葉の収穫は、花が咲き始める頃が好適で、花をつけた上部10 cmほどを刈り取って、乾燥する場合は、日陰で乾燥させて退色を防止する。木は年々木質化して、柔らかい緑の新芽の部分は減少してくることから、収穫目的の場合は株が3年目を迎えた頃に、新しい株へ切り替えたほうがよいといわれている。

## 利用
開花期の5 - 6月ころに、花をつけたままの茎葉を刈り取って陰干ししたものをタイム、またはチムス草とよんでハーブとして茶、料理として食用するほか、芳香料としてポプリにしたり、観賞用に用いる。料理用には、茎葉を随時摘み取って生のままか、乾燥保存して利用する。独特のすがすがしい芳香とほろ苦さがあり、ヨーロッパの料理にはハーブ・スパイスとして不可欠な存在となっている。調理で加熱しても香りが飛びにくいので、肉や魚料理、煮込み料理のブーケガルニに使われている。茎葉に0.3 - 2.5%含まれているチモールなどの精油成分は、香料や薬用とする。タチジャコウソウは、数あるハーブの中でも最も抗菌力が強いと言われている。

### 薬効
薬用部位は全草で、生薬名を麝香草（ジャコウソウ）、百里香（ヒャクリコウ）、またはタイム（Thyme）と称して、5 - 6月の開花期に採取して、水洗い後にそのまま使用するか、日干ししたものが使われる。
利尿剤、鎮咳作用から喘息の発作の抑制、鎮痙作用、催淫作用、興奮剤、去痰作用があるといわれており、発汗作用や月経を促し、腹にたまったガスを取り去って腸をすっきりさせる駆風効果がある。
含まれている精油成分として、チモール20 - 50%、カルバクロール、ピネン、リナロール、オレアノール酸、ウルソール酸などがあり、栽培条件によってはチモール、カルバクロールの含有比率も大きく変わり、香りも違ってくる。中でもチモールは、タイムから名付けられた有効成分で、痰をきる去痰作用、せきを鎮める鎮咳作用、芳香性の健胃などの働きがあり、大腸菌、黄色ブドウ球菌に対し抑制作用があり、皮膚真菌に対しても抗真菌作用がある。チモールやカルバクロールには、防腐や鈎虫（こうちゅう）、鞭虫などに対する駆虫効果がある。往年では製薬原料とされていたが、近年は合成チモールに切り替えられている。

### 薬用
世界保健機関 (WHO) では、消化不良などの胃腸障害、風邪や気管支炎、百日咳による咳に対する内服薬、咽頭炎と扁桃炎に対するうがい薬として、また口腔衛生での抗菌薬として局所的な使用を認めている。薬草の使用量は1歳超から成人まで、乾燥または新鮮薬草を1日1 - 2グラムを数回に分けて服用するとし、妊娠中や授乳中の女性は使用禁忌、高血圧症の人には長期間の連続使用や多量摂取は避けるべきとしている。精油には通経作用があるため、妊娠中の使用に注意を要するという説もある。
民間療法ではハーブティーにして飲まれており、二日酔い解消、胃もたれ、食欲不振、また風邪の咳止めに、タイム5 - 10グラムほどをカップに入れて、紅茶を注いで3 - 5分程の間おいておき、タイムを取り除いたあとのタイムティーにして飲むとよいとされる。発汗作用もあるので、風邪の時期には最適と評されている。
肩こりや腰痛、筋肉痛、不眠症などには、タイム1握りほどを布袋に入れて浴湯料にして風呂に入れ、入浴するとよいとされる。タイムに含まれる精油を浴湯料として用いると、実際には感じない程度であるが肌を刺激し、血液循環を促進する作用がある。ラベンダーやカモミールのハーブバスが快い眠りを誘うのに対し、タイムのハーブバスは、体を目覚めさせて1日の気力を生む朝にふさわしいといわれている。陰干しした全草を水蒸気蒸留して得られるチアミン油は、皮膚刺激剤として用いられる。

### 料理のハーブ
タイムはセージとならび、最もポピュラーな香辛野菜、香辛料として知られる。料理に使う場合の主な旬は5 - 6月ごろで、葉が黒っぽくなくて全体的に鮮度を保っているものが良品といわれている。ヨーロッパでは香味料としてソース、スープ、スープストック、肉料理、魚料理、卵料理、ジャガイモ料理に広く利用されている。肉・魚・野菜など、どのような食材とも相性は良いが、特に「魚のハーブ」と呼ばれるほど魚介料理との相性はよく、ムニエル、マリネ、クラムチャウダーの風味づけに、臭み消し以外の目的でもよく使われている。またタイムには、肉類の脂肪分の消化を助けて、殺菌効果や防腐効果があるといわれている。チモール、カルバクロール由来の抗菌・防腐作用から、ハム、ソーセージ、ピクルスなどの保存食にもよく利用され、加工食品分野でも欠かせないスパイスとして、ウスターソース、トマトケチャップ、ドレッシングなどに用いられる。
フレッシュタイムとよばれる生の新芽の部分は、快い苦味があり、西洋料理の風味づけに好適で、枝ごとまたは葉をちぎって使用され、ガーニッシュ（付け合わせ）としても用いられる。乾燥品（ドライ）は清涼感のある甘い香りと、ほろ苦みがある。フレッシュあるいは乾燥いずれの場合も、香りがとびにくく、加熱調理によく耐えることから、スープやシチュー、カスレ、トマトソース、スープストック、オーブン焼き料理、煮込み料理など、長時間火を通す料理によく使われる。フランス料理など本格的な煮込み料理で用いるブーケガルニに欠かせない材料のひとつで、パセリやベイリーフ（ローレル）とともに束ねて使われている。タイムと相性のよい他のハーブやスパイスに、ローズマリー、レモンバーム、オレガノ、レモンバーベナ、ディル、バジル、ガーリックなどが挙げられている。
ヨーロッパの一般家庭での利用法としては、ほかにオリーブ油やビネガーに漬け込んで香りを移したり、挽肉を使った詰め物料理に使ったり、ハーブティーとして楽しむこともある。酢に個性的な風味づけをすることに加え、防腐効果もあることから、デリカテッセン肉やマリネをつくる際に材料として使われる。冬季に霜焼けて暗赤色になった葉は、食用油、ビネガー、バターなどの風味づけや着色料になる。
栄養成分は、ビタミンCが豊富で、ビタミンAも多く、鉄、マンガン、銅、食物繊維も含む。粉に挽いた乾燥葉は1グラムあたり、カルシウム26 mg、カリウム11 mg、ビタミンA 5 μgRE、マグネシウム3 mg、リン3 mg、鉄1.7 mgを含む。また、数種のフラボノイドが含まれており、貴重な抗酸化食物としての評価もされている。『フード・マイクロバイオロジー』に発表された研究論文では、下痢を引き起こす赤痢菌を付着したレタスにタイムの精油をつけると、ほぼ検出できない水準まで細菌を死滅させたという研究成果があり、細菌の増殖を抑制し、さらには細菌のついた食べ物を元の良い状態に戻す可能性が示唆された。

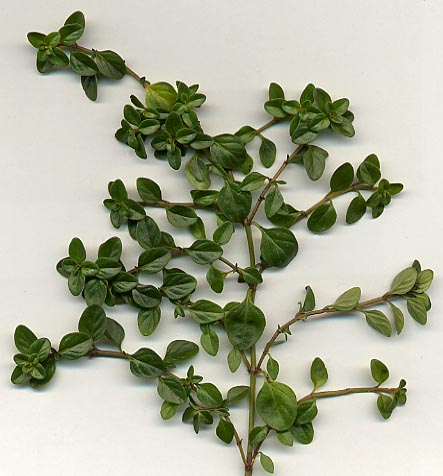
フレッシュのコモン・タイム
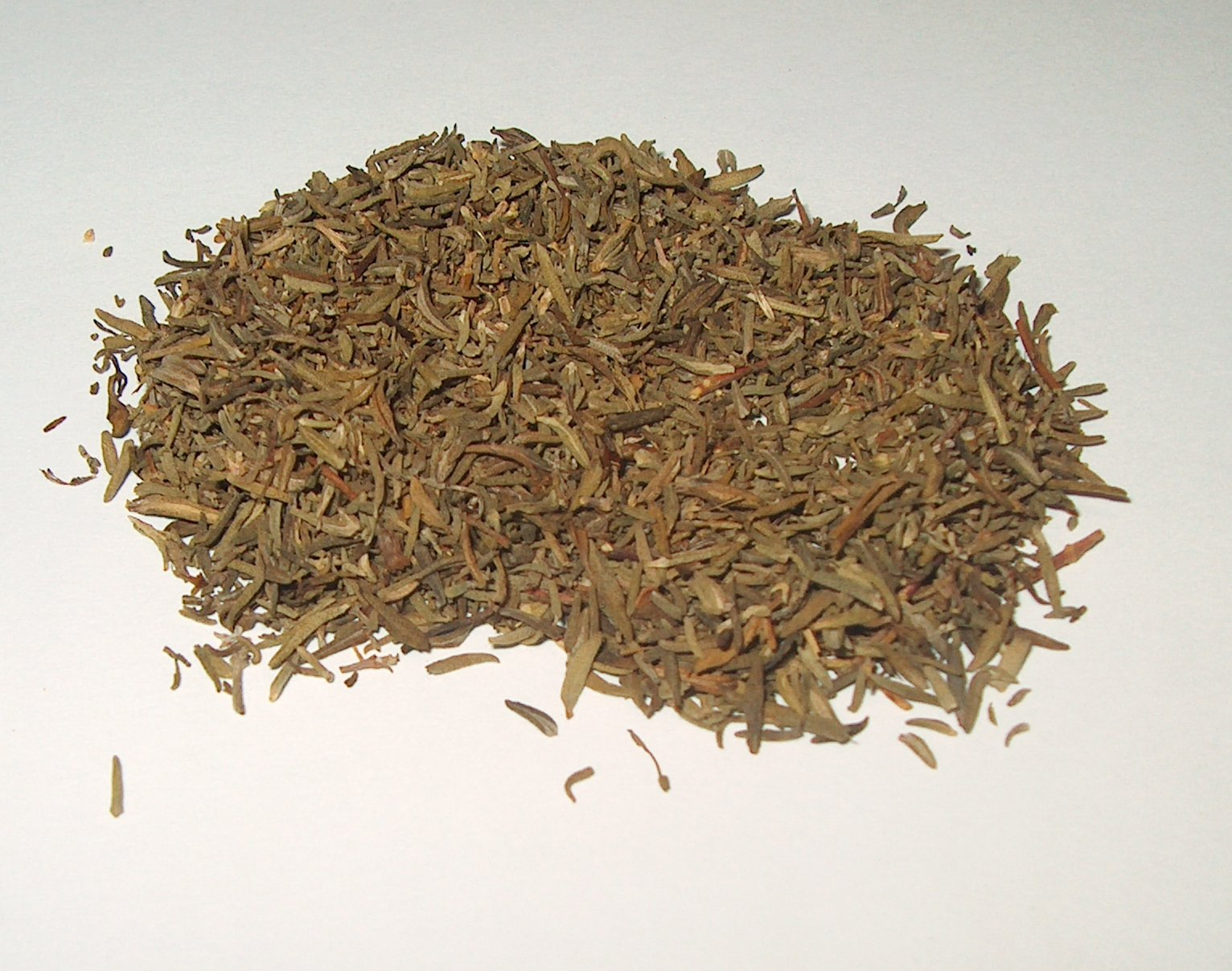
乾燥品のタイム

### 香料
精油は香水や石鹸、バスタオル、歯磨き粉、その他の化粧品の香料に使われる。ギリシアでは、神殿を香らせる燻香料として用いられている。これは、香りの高いところに邪気は起こらないという考えの基に行われるものである。精油は温感作用をもたらすため、アロマテラピーでは筋肉の痙攣を抑え、スポーツによる怪我の症状緩和に用いられる。

### 蜜源植物
ミツバチは、タチジャコウソウの香りを非常に好み、古代ギリシアの時代から現代に至るまで、花が蜂蜜の採取に利用されている。